# Witteugelmuggenvanger
De witteugelmuggenvanger (Polioptila albiloris) is een zangvogel uit de familie Polioptilidae (muggenvangers).

## Verspreiding en leefgebied
Deze soort telt twee ondersoorten:
- P. a. vanrossemi: zuidelijk Mexico.
- P. a. albiloris: van Guatemala tot Costa Rica.